# Gangtok
Gangtok (/ˈɡæŋtɒk/ⓘ) là thủ phủ và thành phố lớn nhất tại Sikkim, Ấn Độ. Nó cũng là trung tâm của huyện Đông Sikkim. Gangtok tọa lạc tại miền đông dãy Himalaya, tại độ cao 1.650 m (5.410 ft). Dân số của thành phố là khoảng 100.000 người, thuộc về nhiều dân tộc như người Nepal, người Lepcha và người Bhutia. Do nằm ở vị trí cao ở Himalaya và có khí khí hậu ôn đới dịu quanh năm, Gangtok là trung tâm của nền công nghiệp du lịch Sikkim.
Ý nghĩa chính xác của cái tên "Gangtok" không rõ ràng, dù cách lý giải phổ biến là nó có nghĩa là "đỉnh đồi". Ngày nay, Gangtok là tâm điểm của văn hóa và kiến cứu phật giáo Tây Tạng, với sự hiện diện của nhiều tu viện, địa điểm giáo dục tôn giáo, và nơi nghiên cứu Tạng học.

## Khí hậu
| Dữ liệu khí hậu của Gangtok (1981–2010, nhiệt độ tối đa/tối thiểu 1966–nay) | Dữ liệu khí hậu của Gangtok (1981–2010, nhiệt độ tối đa/tối thiểu 1966–nay) | Dữ liệu khí hậu của Gangtok (1981–2010, nhiệt độ tối đa/tối thiểu 1966–nay) | Dữ liệu khí hậu của Gangtok (1981–2010, nhiệt độ tối đa/tối thiểu 1966–nay) | Dữ liệu khí hậu của Gangtok (1981–2010, nhiệt độ tối đa/tối thiểu 1966–nay) | Dữ liệu khí hậu của Gangtok (1981–2010, nhiệt độ tối đa/tối thiểu 1966–nay) | Dữ liệu khí hậu của Gangtok (1981–2010, nhiệt độ tối đa/tối thiểu 1966–nay) | Dữ liệu khí hậu của Gangtok (1981–2010, nhiệt độ tối đa/tối thiểu 1966–nay) | Dữ liệu khí hậu của Gangtok (1981–2010, nhiệt độ tối đa/tối thiểu 1966–nay) | Dữ liệu khí hậu của Gangtok (1981–2010, nhiệt độ tối đa/tối thiểu 1966–nay) | Dữ liệu khí hậu của Gangtok (1981–2010, nhiệt độ tối đa/tối thiểu 1966–nay) | Dữ liệu khí hậu của Gangtok (1981–2010, nhiệt độ tối đa/tối thiểu 1966–nay) | Dữ liệu khí hậu của Gangtok (1981–2010, nhiệt độ tối đa/tối thiểu 1966–nay) | Dữ liệu khí hậu của Gangtok (1981–2010, nhiệt độ tối đa/tối thiểu 1966–nay) |
| Tháng                                                                       | 1                                                                           | 2                                                                           | 3                                                                           | 4                                                                           | 5                                                                           | 6                                                                           | 7                                                                           | 8                                                                           | 9                                                                           | 10                                                                          | 11                                                                          | 12                                                                          | Năm                                                                         |
| --------------------------------------------------------------------------- | --------------------------------------------------------------------------- | --------------------------------------------------------------------------- | --------------------------------------------------------------------------- | --------------------------------------------------------------------------- | --------------------------------------------------------------------------- | --------------------------------------------------------------------------- | --------------------------------------------------------------------------- | --------------------------------------------------------------------------- | --------------------------------------------------------------------------- | --------------------------------------------------------------------------- | --------------------------------------------------------------------------- | --------------------------------------------------------------------------- | --------------------------------------------------------------------------- |
| Cao kỉ lục °C (°F)                                                          | 19.9 (67.8)                                                                 | 22.0 (71.6)                                                                 | 27.6 (81.7)                                                                 | 27.3 (81.1)                                                                 | 28.5 (83.3)                                                                 | 28.4 (83.1)                                                                 | 28.4 (83.1)                                                                 | 29.9 (85.8)                                                                 | 28.5 (83.3)                                                                 | 27.2 (81.0)                                                                 | 25.5 (77.9)                                                                 | 24.0 (75.2)                                                                 | 29.9 (85.8)                                                                 |
| Trung bình tối đa °C (°F)                                                   | 16.4 (61.5)                                                                 | 18.0 (64.4)                                                                 | 22.7 (72.9)                                                                 | 24.0 (75.2)                                                                 | 25.0 (77.0)                                                                 | 25.2 (77.4)                                                                 | 25.0 (77.0)                                                                 | 26.0 (78.8)                                                                 | 25.3 (77.5)                                                                 | 24.0 (75.2)                                                                 | 20.6 (69.1)                                                                 | 17.4 (63.3)                                                                 | 26.8 (80.2)                                                                 |
| Trung bình ngày tối đa °C (°F)                                              | 12.3 (54.1)                                                                 | 13.8 (56.8)                                                                 | 17.5 (63.5)                                                                 | 20.5 (68.9)                                                                 | 21.4 (70.5)                                                                 | 22.0 (71.6)                                                                 | 21.6 (70.9)                                                                 | 22.2 (72.0)                                                                 | 21.4 (70.5)                                                                 | 20.4 (68.7)                                                                 | 17.1 (62.8)                                                                 | 13.9 (57.0)                                                                 | 18.7 (65.7)                                                                 |
| Tối thiểu trung bình ngày °C (°F)                                           | 4.7 (40.5)                                                                  | 6.1 (43.0)                                                                  | 9.2 (48.6)                                                                  | 11.8 (53.2)                                                                 | 14.0 (57.2)                                                                 | 16.4 (61.5)                                                                 | 17.0 (62.6)                                                                 | 16.9 (62.4)                                                                 | 15.9 (60.6)                                                                 | 12.8 (55.0)                                                                 | 9.1 (48.4)                                                                  | 6.2 (43.2)                                                                  | 11.7 (53.1)                                                                 |
| Trung bình tối thiểu °C (°F)                                                | 1.8 (35.2)                                                                  | 2.7 (36.9)                                                                  | 5.5 (41.9)                                                                  | 8.2 (46.8)                                                                  | 11.0 (51.8)                                                                 | 14.0 (57.2)                                                                 | 15.6 (60.1)                                                                 | 15.4 (59.7)                                                                 | 13.7 (56.7)                                                                 | 9.9 (49.8)                                                                  | 6.6 (43.9)                                                                  | 3.3 (37.9)                                                                  | 1.3 (34.3)                                                                  |
| Thấp kỉ lục °C (°F)                                                         | −2.2 (28.0)                                                                 | −1.1 (30.0)                                                                 | 1.4 (34.5)                                                                  | 2.9 (37.2)                                                                  | 6.6 (43.9)                                                                  | 10.0 (50.0)                                                                 | 11.3 (52.3)                                                                 | 10.8 (51.4)                                                                 | 7.7 (45.9)                                                                  | 4.3 (39.7)                                                                  | 2.4 (36.3)                                                                  | −1.7 (28.9)                                                                 | −2.2 (28.0)                                                                 |
| Lượng mưa trung bình mm (inches)                                            | 27.1 (1.07)                                                                 | 72.2 (2.84)                                                                 | 126.4 (4.98)                                                                | 296.9 (11.69)                                                               | 496.4 (19.54)                                                               | 609.8 (24.01)                                                               | 626.3 (24.66)                                                               | 565.9 (22.28)                                                               | 438.7 (17.27)                                                               | 173.4 (6.83)                                                                | 37.9 (1.49)                                                                 | 19.5 (0.77)                                                                 | 3.490,4 (137.42)                                                            |
| Số ngày mưa trung bình                                                      | 2.4                                                                         | 5.4                                                                         | 9.2                                                                         | 15.2                                                                        | 20.1                                                                        | 23.6                                                                        | 27.0                                                                        | 24.7                                                                        | 20.8                                                                        | 8.4                                                                         | 2.3                                                                         | 1.7                                                                         | 161.0                                                                       |
| Độ ẩm tương đối trung bình (%) (at 17:30 IST)                               | 77                                                                          | 78                                                                          | 76                                                                          | 78                                                                          | 85                                                                          | 89                                                                          | 92                                                                          | 92                                                                          | 90                                                                          | 83                                                                          | 79                                                                          | 77                                                                          | 83                                                                          |
| Nguồn: Cục Khí tượng Ấn Độ                                                  |                                                                             |                                                                             |                                                                             |                                                                             |                                                                             |                                                                             |                                                                             |                                                                             |                                                                             |                                                                             |                                                                             |                                                                             |                                                                             |